# 433
433（四百三十三、よんひゃくさんじゅうさん）は自然数、また整数において、432の次で434の前の数である。

## 性質
- 433は84番目の素数である。1つ前は431、次は439。
  - 約数の和は434。
    - 約数の和が回文数になる33番目の数である。1つ前は422、次は438。(オンライン整数列大辞典の数列 A028980)
- 431と433は23番目の双子素数である。1つ前は (419, 421) 、次は (461, 463) 。
- 24番目の非正則素数である。1つ前は421、次は461。
- 25番目の陳素数でない素数である。1つ前は421、次は439。
- 3 と 4 を使った2番目の素数である。1つ前は43、次は443。(オンライン整数列大辞典の数列 A020461)
  - a = 4 、b = 3 のときの ab…b の形で表せる31番目の素数である。1つ前は311、次は499。(オンライン整数列大辞典の数列 A061022)
  - 43…3 の形の2番目の素数である。1つ前は43、次は43333333333333333。(オンライン整数列大辞典の数列 A093673)
- 9番目の六芒星数である。1つ前は337、次は541。
- 11番目のマルコフ数である。1つ前は233、次は610。
  - 52 + 292 + 4332 = 3 × 5 × 29 × 433
- 1/433 は循環節の長さが432の循環小数となる。
  - 逆数が循環小数になる数で循環節が432になる最小の数である。次は866。
  - 循環節が n −1 である巡回数を作る31番目の素数である。1つ前は419、次は461。
  - 循環節が n になる最小の数である。1つ前の431は3449、次の433は5197。(オンライン整数列大辞典の数列 A003060)
- 各位の和が10になる40番目の数である。1つ前は424、次は442。
  - 各位の和が10になる数で素数になる10番目の数である。1つ前は307、次は523。(オンライン整数列大辞典の数列 A107579)
- 433 = 122 + 172
  - 異なる2つの平方数の和で表せる130番目の数である。1つ前は425、次は436。(オンライン整数列大辞典の数列 A004431)
- 433 = 32 + 102 + 182 = 82 + 122 + 152
  - 3つの平方数の和3通りで表せる61番目の数である。1つ前は430、次は438。(オンライン整数列大辞典の数列 A025323)
  - 異なる3つの平方数の和2通りで表せる85番目の数である。1つ前は422、次は435。(オンライン整数列大辞典の数列 A025340)
- 433 = 13 + 63 + 63
  - 3つの正の数の立方数の和1通りで表せる56番目の数である。1つ前は415、次は434。(オンライン整数列大辞典の数列 A025395)
  - 3つの正の数の立方数の和で表せる16番目の素数である。1つ前は397、次は521。(オンライン整数列大辞典の数列 A007490)
- 433 = 73 + 53 − 33 − 23
  - n = 3 のときの 7n + 5n − 3n − 2n の値とみたとき1つ前は61、次は2929。(オンライン整数列大辞典の数列 A135165)

## その他 433 に関連すること
- バーコード規格、EANの国コード433は、ドイツ。
- 433MHzは、アマチュア無線の周波数帯の一つ、430MHz帯のメインチャンネル（FMによる連絡設定および非常通信用周波数）。
  - 欧米では、433MHzはRFIDにも使用されている。
- グウィン(USS Gwin, DD-433)は、アメリカ海軍の駆逐艦。
- ホィッティング(USS Whiting, SS-433)は、アメリカ海軍の潜水艦。(未建造)
- 4-3-3とはサッカーのフォーメーションの1つ。
- 433 × 10−2 = 4.33 は e + φ の数字列である。(ただしφは黄金数)(オンライン整数列大辞典の数列 A237197)